# Barslund Knap
 Barslund Knap  er et godt 50 meter højt punkt i det centrale Jylland, hvor der er opkastet en rund høj; Her mødes 4 sogne, Sdr. Omme, Blåhøj , Skarrild  og Brande Sogn og 2 stifter, Ribe og Viborg Stift. Tidligere mødtes også 3 herreder, Nørvang -Tørrild  og Hammerum Herreder og 2 Amter, Vejle og Ringkøbing Amt. I dag mødes Ikast-Brande, Billund og Herning Kommune ved Barslund Knap. I  en årrække fra ca. 1916, blev holdt sommermøder på stedet, hvor forskellige præster var indbudt som talere . 